# Luba (Gwinea Równikowa)
Luba – miasto w Gwinei Równikowej, położone na wyspie Bioko. Jest stolicą prowincji Bioko Południowe. W 2005 roku liczyło 8655 mieszkańców. 
Luba (obok Malabo i Bata) jest jednym z głównych portów kraju. 